# Androcymbium karooparkense
Androcymbium karooparkense là một loài thực vật có hoa trong họ Colchicaceae. Loài này được U.Müll.-Doblies & al. mô tả khoa học đầu tiên năm 2002.